# Otto Muneles
Otto (Gabriel) Muneles (8. ledna 1894 Praha – 4. března 1967 tamtéž) byl český judaista, hebraista, znalec židovské mystiky, klasický filolog.

## Život
Otto Gabriel Muneles (hebrejsky גבריאל מונלס‎) pocházel ze staré pražské židovské rodiny, která je zmiňována již v pramenech z 16. století a nepodlehla ani asimilačnímu proudu 19. století. Mezi jeho předky patřil i rabín Abraham Muneles, který v letech 1839–1844 vypracoval index k talmudskému slovníku Aruch. Muneles studoval mezi léty 1904–1912 pražské gymnázium na Staroměstském náměstí. Již během gymnaziálních let projevoval zájem o klasickou filologii a judaistiku. Navštěvoval večerní kurzy klasické filologie v čítárně pražské knihovny a věnoval se i studiu Talmudu a Mišne Tora na pražské židovské škole „Talmud Tora“ (něm. „Talmud Thora Schule“) v Jáchymově ulici, kde získal v letech 1910–1914 stipendium. Po absolvování gymnázia začal studoval klasickou filologii na pražské německé univerzitě, přičemž zůstal věrný i studiu halachické literatury na zmíněné „Talmud Tora“.

### Pobyt v Haliči
Po absolvování šesti semestrů studium na univerzitě roku 1915 přerušil a odcestoval spolu s Jiřím Mordechajem Langerem do Belzu v Haliči. Pro Langera to byla již druhá cesta (poprvé se mezi chasidy vydal roku 1913) a svůj druhý výjezd do Belzu v doprovodu Munelese komentuje v knize „Devět bran“ takto: „Jedu tedy znovu, tentokrát již pevně odhodlán. Nejsem již tak sám, jako jsem byl na své první pouti. Tentokrát jede se mnou druh, pražské dítě stejně jako já, který se rovněž rozhodl pro chasidismus.“ Po krátkém pobytu v Belzu strávil Muneles několik let v okresním městě Rava-Ruska, kde se pod vedením svého tchána Berla Weisse věnoval systematickému studiu Talmudu, halachické a chasidské literatury. S Weissovou dcerou Barborou resp. Bejlou (nar. 30. září 1892 Rava-Ruska) se oženil pravděpodobně roku 1918. Jiří Langer, byl povolán k výkonu vojenské služby, ale pro svou náboženskou svéhlavost a díky přímluvě svého bratra Františka, byl uznán neschopným. Langer poté doprovázel belzského rebe na jeho ozdravném pobytu v Mariánských Lázních. Za těchto souvislostí na Ottu v „Devíti branách“ vzpomíná: „Gavríla, svého pražského druha, jsem již hezký čas neviděl. Sedí si teď v Hivnevu – u Belzu – a pěkně se tam učí. Má se jistě dobře. Oženil se tam.“ V Haliči se 1. srpna 1919 narodil Munelesův první syn Samuel.

### Meziválečné období, návrat do Prahy
26. prosince 1921 získal Muneles rabínskou aprobaci od uhnivského rabína Eleazara Rokacha, čímž se také uzavírá jeho pobyt v Haliči. Předpokládá se, že do Prahy se vrátil v prvním čtvrtletí roku 1922. Po návratu byla Munelesova rabínská aprobace uznána a 4. dubna 1922 vydána pražským vrchním rabínem Heinrichem Chajimem Brodym. Muneles v letech 1922–1924 pokračoval ve svém vysokoškolském studiu, avšak tentokrát v oboru orientalistiky (philologia semitica). Své znalosti klasické a semitské filologie propojil ve své dizertační práci pod názvem Die Transkription der hebräischen Eigennamen in der Septuaginta in ihrem Verhältnisse zum masoretischen Texte (Přepis hebrejských vlastních jmen v Septuagintě ve vztahu k masoretskému textu). Ještě během studií, 4. května 1923, se mu narodil druhý syn Emil. Po úspěšném zakončení univerzitních studií působil v prestižní funkci člena pražského pohřebního bratrstva (chevra kadiša), byl soukromým učencem a svůj volný čas věnoval literárním a vědeckým studiím. Ve sbírce responsí Aharona Epsteina Kapej Aharon (כפי אהרן‎; Mukačevo 1933) jsou uvedeny dva dotazy dr. Munelese.

### 2. světová válka, Talmudkommando
Za okupace byla chevra kadiša coby židovská instituce zrušena a nahrazena Pohřebním ústavem, Otto Muneles zůstal však navzdory této transformaci jejím zaměstnancem. Přitom externě a nárazově spolupracoval také s Židovským ústředním muzeem, jemuž pomáhal katalogizovat knihy z fondu chevry kadiši.
V létě roku 1943 byl Otto Muneles společně s dalšími členy své rodiny deportován do Terezína. Zde se stal vedoucím takzvaného Talmudkommanda, skupiny vězňů, která zpracovávala a třídila hebrejské knihy. Když byla Munelesova rodina na podzim 1944 zařazena do transportu na východ, přihlásil se do něj Muneles dobrovolně rovněž. Snad pro jeho důležitou úlohu v Talmudkommandu mu nebylo vyhověno. O zařazení do transportu žádal i později a opakovaně, ale nikdy nedosáhl svého. 

### Poválečné období
Když po válce Otto Muneles zjistil, že zůstal sám, jeho svět, včetně víry v Boha a v budoucnost židovství, se zhroutil. Judaismus pro něj nadále představoval pouhý předmět vědeckého zájmu, který byl však kvůli k tomu, že Munelesovi chyběla jiná životní náplň, nesmírně usilovný. Již v roce 1946 Muneles pečoval o knihovnu v nástupnické instituci Židovského ústředního muzea, které se později transformovalo v Státní židovské muzeum. Funkci vedoucího knihovny pak zastával od roku 1950 po celou dobu, kdy byl v muzeu zaměstnán. Mezi lety 1954–1956 vyučoval externě judaistice na filosofické fakultě UK a i později byl k dispozici studentům, kteří s ním potřebovali konzultovat otázky z daného oboru. Mimo tyto aktivity se Muneles zabýval epitafy na náhrobcích na Starém židovském hřbitově, a měl tudíž podíl na publikaci o této památce, vydané roku 1955.
V téže době učinil Otto Muneles jedno rozhodnutí v osobním životě, které jeho okolí zaskočilo – v roce 1954 se oženil se svou kolegyní Miladou Vilímkovou (mimochodem katolického vyznání). Z hlubokého zármutku, až deprese nad ztrátou původní rodiny se nicméně nevymanil, což se zřejmě odrazilo i v jeho rozhodnutí, že nové manželství zůstane bezdětné. Roku 1962 Muneles odešel do důchodu, avšak i nadále bádal a publikoval. Zemřel v Praze 4. března 1967 a byl pohřben na Novém židovském hřbitově na Olšanech.

## Vliv na poválečnou generaci
Prof. Vladimír Sadek o svém učiteli a příteli dr. Munelesovi napsal:
V poválečné době, kdy jsem svého učitele poznal, nežil ovšem již chasidským způsobem. Otřes genocidy zřejmě způsobil, že přestal praktikovat přísné předpisy judaismu a došlo k určité změně jeho náboženského přesvědčení. Jsem ovšem přesvědčen o tom, že víru v Boha neztratil, jak dosvědčuje jeho náboženský pohřeb. Jeho víra se však stala nadkonfesijní, obecně humanistickou, ale zároveň i rezignující a jistě skeptickou. Od té doby, co můj učitel před čtyřiceti lety odešel do budoucího a snad (doufejme) spravedlivějšího světa, jsem pročetl řadu knih o mystice, chasidismu a o lidech, které chasidská literatura nazývá slovem 'spravedliví'. A zjistil jsem, že značná část jejich rysů se nalézala také v osobnosti mého učitele, jenž dokázal pozměňovat svoje okolí, a to nenásilným, pozvolným a spíše skrytým způsobem. Základním rysem jeho duše byla ztráta či podstatné oslabení vlastního egoismu, což je dnes v konzumní společnosti jevem jen velmi ojedinělým. Ve vědecké práci se to projevilo tím, že vždy měl čas pro druhé, vždy odložil vlastní plány a trpělivě pomáhal všem, kteří jej požádali o pomoc. Na rozdíl od dnešního požadavku stálého publikování, požadavku 'publish or pe-rish', nebyla ani publikační činnost pro Dr. Munelese tím hlavním. Často mne upozorňoval na to, že v ní nespočívá smysl lidského života. 'A co tedy má skutečný smysl?' tázal jsem se jej. A on mi odpovídal: 'Snažte se být moudrý.' – 'A co je moudrost?' pokračoval jsem. 'moudrost je to, co ve Vás zůstává, i když zapomenete vše, co jste se na tomto světě naučil.' Hlavní smysl života spatřoval tedy můj učitel ve stálé snaze o dosahování moudrosti a v jejím sdělování druhým lidem. A to ústním způsobem, formou otázek a odpovědí, přetvářejících lidskou duši.

Prof. Jan Heller vzpomíná na svá setkání s O. Munelesem ve své knize Podvečerní děkování:
Často jsem chodil do knihovny židovského muzea; tam pracoval jako vedoucí knihovny velký židovský učenec Dr. Otto Muneles. To je pozoruhodná, dnes žel pozapomenutá postava staré židovské Prahy. Pocházel ze zámožné židovské rodiny, vystudoval (někdy v době kolem první války) pražskou filosofickou fakultu a získal tam doktorát o Septuagintě. Pak byl řadu let v Polsku, myslím, že v Haliči, a studoval dál tamní židovské tradice. Měl úplné – řekl bych: dokonalé – rabínské vzdělání, ale rabínem se nestal. Před válkou (totiž druhou) žil v Praze jako soukromý učenec. Měl rodinu. Přišli nacisté, rodina šla do plynu a on zůstal, ač se tam hlásil s ní. Nacisté ho jako známého učence schovávali na výměnu a zatím mu dali za úkol třídit židovské věci z jednotlivých náboženských obcí v Čechách a na Moravě. Tyto věci a památky sváželi – bez ladu a skladu – do Prahy. Chtěli tu vybudovat „antisemitské muzeum“, v němž měly být shromážděny a vystaveny všecky ty „židovské ohavnosti“. Tak D. Muneles skoro zázrakem přežil válku. Ale ztrátou rodiny a vším, co se dnes nazývá šoa, se v bývalém zastánci pravověří tragicky zhroutila víra. Měl obrovské znalosti a v jednání byl stále skromný a přívětivě lidský, ale co věděl, se mu nyní, po válce skládalo do skepticko-ironických struktur. Třeba mi řekl: „Víte, interpretace (Písma, talmudu atd.) už mne nezajímají, jen text sám.“ – To je nesmírně dalekosáhlá výpověď! Celé židovství je vlastně pěstování tradice! Když se jí někdo takovým způsobem odřekne, odmítá tím vlastně samo jádro židovství. Při takových a podobných větách, pronesených v přátelsky lehkém tónu, mi běhal mráz po zádech. Rozuměl jsem jim v jejich dosahu, chcete-li zevnitř. Jeho laskavá vstřícnost ke mně však trvala. Malá ukázka: Sedím nad textem Londýnské polygloty, která má také targumy. A marně v ní hledám targum ke knihám Paralipomenon. Není a není. Zvednu se, jdu uctivým krokem k psacímu stolu Dr. Munelese, který tam sedával v zašlém černém pracovním plášti. Začnu uctivě: „Nezlobte se, pane doktore, že už Vás zase vyrušuji, ale já nemohu najít v Londýnské polyglottě targum k divre-ha-jámím.“ Dr. Muneles pokývá hlavou: „Ovšem, ten tam není, ten vydal poprvé (a teď řekl přesně rok a jméno, bylo to v 18. století). Ale my tu to vydání máme, hned Vám ho přinesu.“ Vstal, zašel do skladu knih a bez hledání v katalogu sáhl a donesl. Podivil jsem se. On mávl rukou: „To nic není! To Rabinovič (známý židovský učenec) jednou řekl, aby propíchli jehlou Tenak (nebo talmud? – teď si nejsem jistý) a pak jim zpaměti říkal, která slova byla zasažena.“ To mi šel zase mráz po zádech.

## Dílo
- Otto Muneles: Die Transkription der hebräischen Eigennamen in der Septuaginta in ihrem Verhältnisse zum masoretischen Texte; Praha, Univerzita Karlova.Filozofická fakulta, 1924; disertační práce, rukopis o 614 stranách
- Otto Muneles: Bibliografický přehled židovské Prahy; Praha 1952
- Otto Muneles, Milada Vilímková: Starý židovský hřbitov v Praze; SPN, Praha 1955, 3. svazek sbírky Židovské památky v Čechách a na Moravě